# Mangaltar (Khotang)
Mangaltar (nep. मंगलटार) – gaun wikas samiti we wschodniej części Nepalu w strefie Sagarmatha w dystrykcie Khotang. Według nepalskiego spisu powszechnego z 2001 roku liczył on 421 gospodarstw domowych i 2515 mieszkańców (1291 kobiet i 1224 mężczyzn).